# Sikorsky S-55

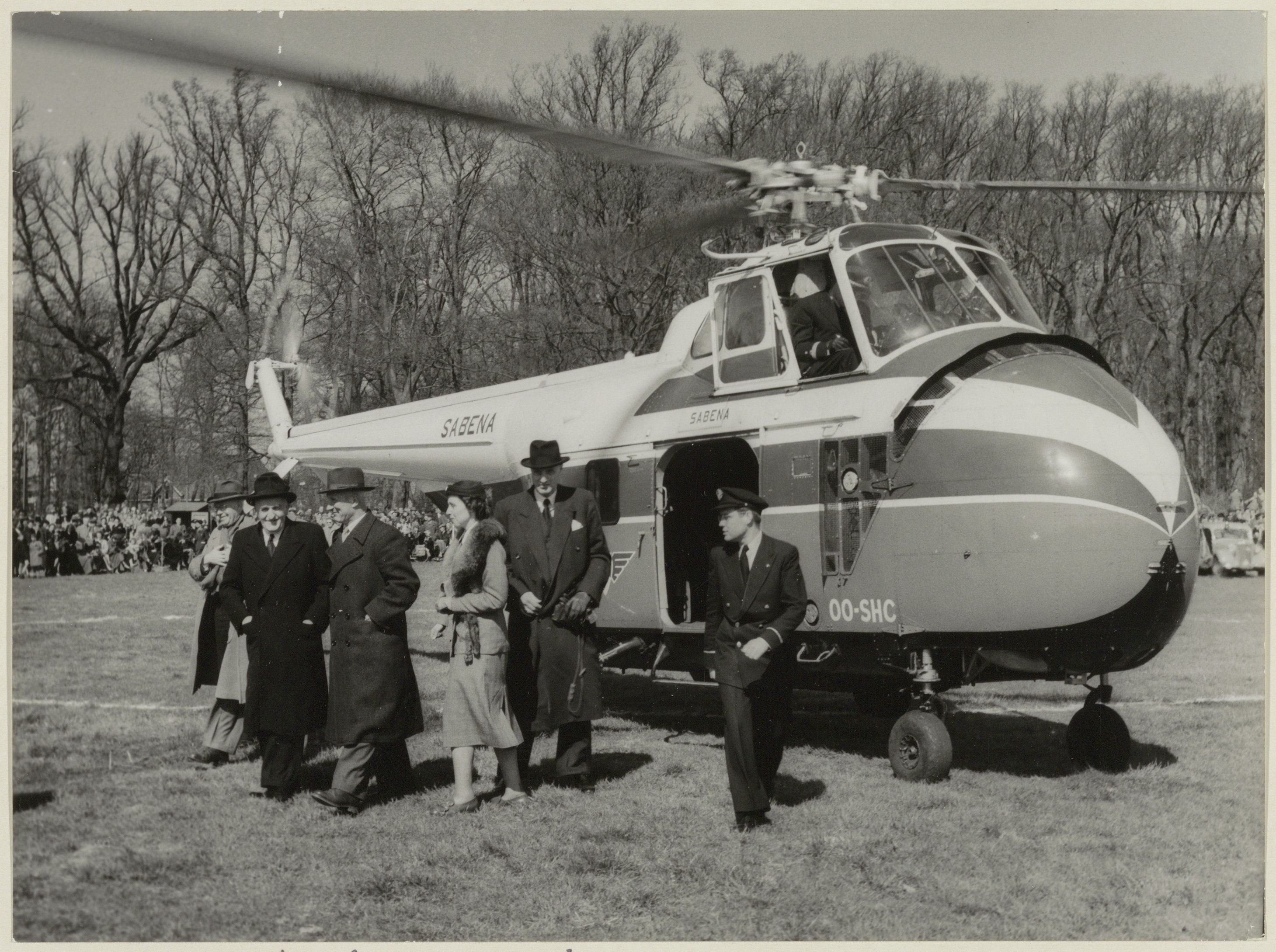
Sikorsky S-55 der Sabena in Haarlem, Niederlande, 1954

Der Sikorsky S-55 oder H-19 Chickasaw war ein US-amerikanischer Transporthubschrauber. Mit einer Besatzung von zwei Mann konnten zehn Passagiere bzw. im Ambulanzeinsatz sechs Verwundete auf Tragen oder auch 1300 kg Fracht über eine zur Entwurfszeit sehr hohe Entfernung von 300 km befördert werden.

## Geschichte
Am 1. Mai 1949 erhielt das Konstruktionsbüro von Sikorsky den Auftrag, innerhalb von nur sieben Monaten einen Transporthubschrauber zu entwickeln, der zehn Personen befördern können sollte. Innerhalb kürzester Zeit wurden fünf Prototypen gebaut. Diese gingen zur Erprobung an die United States Air Force (USAF) und bekamen die militärische Bezeichnung YH-19. Der erste YH-19 (USAF-Seriennummer 49-2012) flog am 10. November 1949. Rumpf und Heckrotorausleger der Prototypen erhielten während der Flugerprobung Verkleidungen, um die Seitenstabilität zu erhöhen. Diese wurden schon 1950 in Korea eingesetzt.
Am 28. April 1950 bestellte die US Navy zehn HO4S-1 (H-19A), die ab dem 27. Dezember 1950 an die HU-2-Staffel ausgeliefert wurden.
Am 2. August 1950 bestellte das US Marine Corps 60 Exemplare.
1951 wurden die ersten 50 S-55A-Serienmodelle (H-19A) von der USAF bestellt, die ab 1952 an die 3rd Air Rescue Squadron ausgeliefert wurden. Diese unterschieden sich von den Prototypen kaum, lediglich eine Dreieckfläche zur Stabilisierung war zwischen dem Leitwerksträger und der Kabine eingepasst worden.
Die US Army bestellte 1952 dann 410 Exemplare vom Typ H-19C und D.
Die zivile Zulassung des S-55 erfolgte am 25. März 1952. Für die US-Streitkräfte wurden zahlreiche Varianten gebaut, von denen einige im Koreakrieg eingesetzt wurden; dazu kommen die beiden zivilen Baureihen. Die in Korea gesammelten Erfahrungen mit dem S-55 sollten Teil einer neuen militärischen Doktrin werden, die Hubschrauber als festen Bestandteil in den verschiedensten Rollen der Kriegsführung vorsah. Umgesetzt wurden diese Erkenntnisse und Taktiken später im Vietnamkrieg, wo der direkte Nachfolger des S-55, der S-58, eine Rolle spielen sollte.
Insgesamt wurden von Sikorsky 1.067 Exemplare fertiggestellt, 547 weitere von Lizenznehmern. Westland Aircraft produzierte den S-55 in Großbritannien als Westland Whirlwind, Mitsubishi in Japan und die SNCA du Sud-Est (später Teil von Aérospatiale) in Frankreich.

## Versionen
| Zivile Versionen       | |
| S-55A S-55B            | |
| S-55T                  | Version von Aviation Specialities aus dem Jahr 1969 die mit einer Wellenturbine Garrett AiResearch TSE331 ausgestattet war |
| Militärische Versionen | |
| US Air Force           | YH-19 (Prototyp) H-19A (entspricht dem S-55A) H-19B (entspricht dem S-55B) SH-19B H-19C                                    |
| US Army                | UH-19C Chickasaw (entspricht dem H-19C) UH-19D                                                                             |
| US Navy                | HO4S-1 (entspricht dem H-19A) HO4S-2 HO4S-3                                                                                |
| US Marine Corps        | HRS-1 (entspricht dem HO4S-1) HRS-2 (entspricht dem HO4S-2) HRS-3 (entspricht dem HO4S-3)                                  |
| US Coast Guard         | HO4S-3G (umgerüstete Navy-HO4S-3)                                                                                          |

## Einsatz
Schon 1950 wurden zwei der YH-19-Prototypen in Korea als Rettungshubschrauber bei der 3rd Air Rescue Squadron eingesetzt, die dafür mit einer hydraulischen Winde mit 30 m Stahlseil an der Steuerbordseite ausgerüstet wurden. Ab 1952 kamen die Serienhubschrauber bei Such und Rettungseinsätzen, aber auch bei Kampf- und Geheimdiensteinsätzen zum Einsatz. So setzten am 13. September 1951 S-55 zum ersten Mal Kampfgruppen in größerem Umfang in einem Kampfgebiet ab. Am 12. April 1952 wurde das Fliegerass Joseph McDonnel nach seinem Abschuss hinter den feindlichen Linien gerettet und im Sommer 1952 die Reste einer abgestürzten MiG-15 geborgen. Die ersten H-19C und D der US Army hatten am 20. März 1953 ihren ersten Einsatz. Im Koreakrieg beförderten allein die S-55 der Marines-Einheit HMR-161 bei 18.600 Einsätzen mehr als 60.000 Soldaten.
Neben ihrem militärischen Einsatz dienten die S-55 zu Beginn des Mercury-Raumfahrtprogramms zur Bergung der gewasserten Raumkapseln und auch der Unterstützung von Antarktisexpeditionen.
Zivil wurde sie als kommerzieller Transporthubschrauber von New York Airways zugelassen und ab dem 8. Juli 1953 zum Transport von Passagieren zwischen den Flughäfen Idlewild (heute JFK), LaGuardia und Newark eingesetzt. In Europa wurde sie von der belgischen Sabena ab dem 1. September 1953 zum Liniendienst zwischen Rotterdam, Antwerpen, Lille, Eindhoven, Maastricht, Lüttich, Luxemburg, Paris, Dortmund, Duisburg, Köln und Bonn verwendet.
Ab dem Jahr 1987 wurden 15 S-55 von Orlando Helicopters im Auftrag der US Army zur Simulation von sowjetischen Mi-24-Hubschraubern umgebaut.

## Technik
Der Rumpf des Hubschraubers war in Ganzmetall-Halbschalenbauweise gefertigt, die Beplankung bestand aus Aluminium- und Magnesiumlegierungen. Das Triebwerk, in allen Varianten ein luft- bzw. gebläsegekühlter, einreihiger Neunzylinder-Sternmotor, saß schräg installiert im Rumpfbug, also in der runden „Nase“ vor der Passagierkabine. Es war über zwei große seitlich öffnende Wartungsklappen zugänglich. Die Pilotenkanzel war oberhalb der Kabine angeordnet, darüber befand sich der dreiblättrige Hauptrotor. Eine Antriebswelle führte unter dem Cockpit vom Motor zum Hauptgetriebe des Rotormastes hinter den Pilotensitzen. Diese Bauweise war bis dahin neu und sollte das Erkennungsmerkmal der S-55- und S-58-Baureihen bleiben. Diese ermöglichte einen großen Frachtraum unter dem Hauptrotor und verhinderte dadurch die problematische Verschiebung des Schwerpunktes bei wechselnden Zuladungen. Die Rotorblätter waren ganz aus Metall gefertigt und absolvierten Dauertests über 20.000 Stunden. Zwei Tanks mit einem Fassungsvermögen von insgesamt 700 Litern AvGas befanden sich unterhalb des Kabinenbodens. Das Vierradfahrwerk konnte durch aufblasbare Schwimmer ergänzt oder ganz durch ein Rad-/Schwimmerfahrwerk ersetzt werden. Die zwei gebremsten Hauptfahrwerksräder waren hinter dem Schwerpunkt an breitspurigen Streben angeordnet, vorne auf Höhe des Motorspants befanden sich an jeder Rumpfseite ein auslenkbares Bugfahrwerksbein mit kleineren Rädern. Der S-55A hatte einen Pratt & Whitney R-1340-57 mit 404,5 kW (550 PS). Die S-55B bekam einen Wright R-1300-3 mit 514,8 kW (700 PS) nebst größerem Hauptrotor sowie einen um drei Grad nach unten geneigten Heckausleger, um den Abstand zu den Rotorblättern zu erhöhen. Die HRS-1-Maschinen besaßen gegenüber den H-19A selbstdichtende Tanks.

## Produktion
Im Rahmen des Mutual Defense Aid Program (MDAP) wurde der S-55 auch an verbündete Länder geliefert.
Abnahme der S-55 durch die USAF und die US Navy/Marine-Corps/Coast Guard (nur bis 1957):
| Version            | 1950 | 1951 | 1952 | 1953 | 1954 | 1955 | 1956 | 1957 | 1958 | 1959 | SUMME |
| ------------------ | ---- | ---- | ---- | ---- | ---- | ---- | ---- | ---- | ---- | ---- | ----- |
| YH-19              | 3    |      |      |      |      |      |      |      |      |      | 3     |
| H-19A              |      | 7    | 43   |      |      |      |      |      |      |      | 50    |
| H-19B              |      |      |      | 125  | 109  |      |      |      |      |      | 234   |
| H-19C              |      |      | 72   |      |      |      |      |      |      |      | 72    |
| H-19D              |      |      |      | 16   | 24   | 30   | 62   | 46   | 61   | 16   | 255   |
| H-19 MDAP          |      |      | 1    |      |      |      |      | 2    |      |      | 3     |
| H-19B MDAP         |      |      |      | 12   | 9    | 9    |      |      |      |      | 30    |
| H-19D MDAP         |      |      |      |      |      |      |      | 12   | 15   | 1    | 28    |
| HO4S-1             | 6    | 4    |      |      |      |      |      |      |      |      | 10    |
| HO4S-3             |      |      |      | 41   | 20   |      |      |      |      |      | 61    |
| HO4S-2 Coast Guard |      | 7    |      |      |      |      |      |      |      |      | 7     |
| HO4S-3 Coast Guard |      |      |      | 9    | 4    |      |      |      |      |      | 13    |
| HRS-1              |      | 59   | 13   |      |      | 1    |      |      |      |      | 73    |
| HRS-2              |      |      | 79   |      |      |      |      |      |      |      | 79    |
| HRS-3              |      |      |      | 69   |      |      | 10   | 5    |      |      | 84    |
| SUMME              | 9    | 77   | 208  | 272  | 166  | 40   | 72   | 65   | 76   | 17   | 1002  |

## Militärische Nutzer

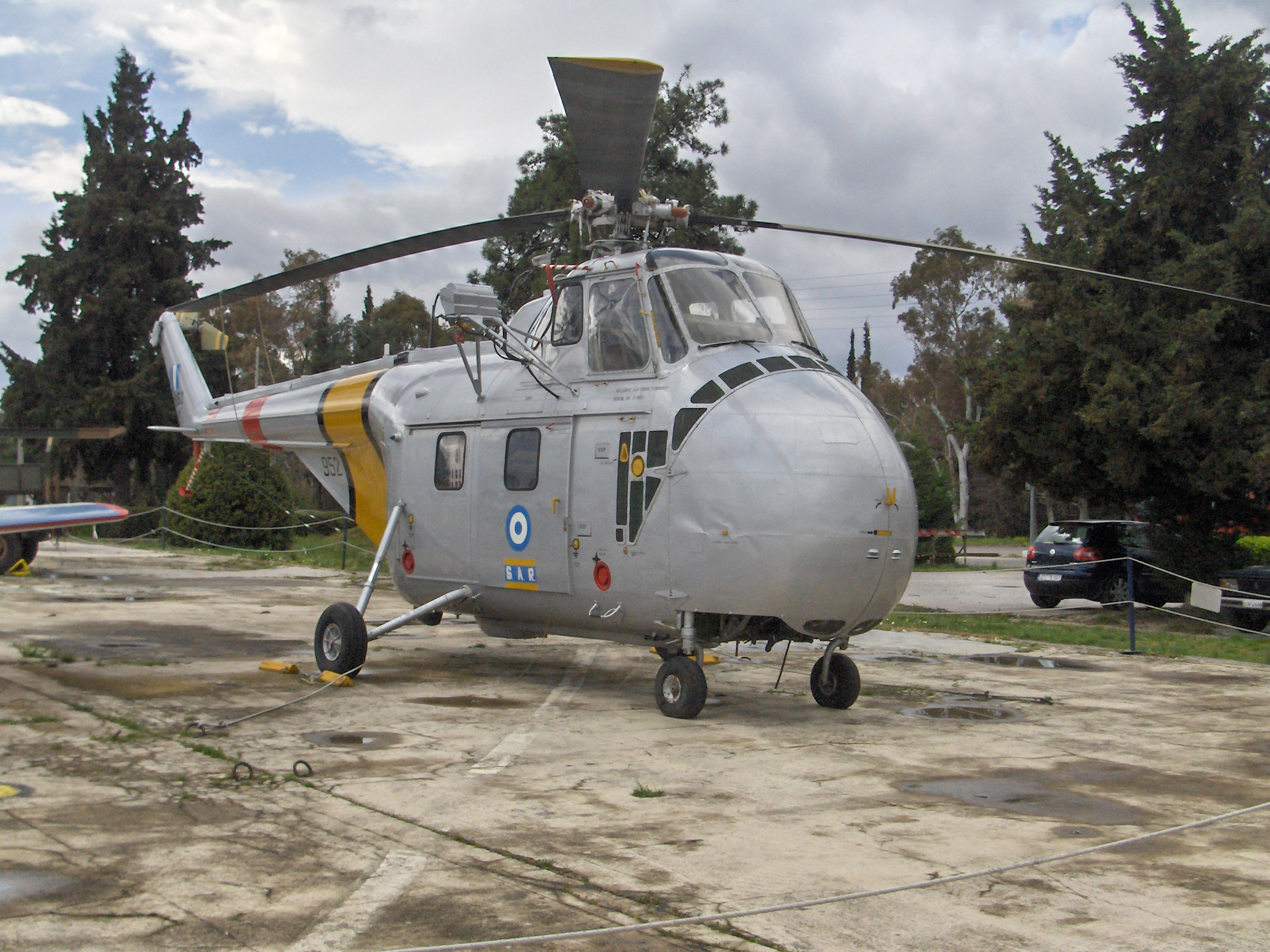
Griechischer H-19

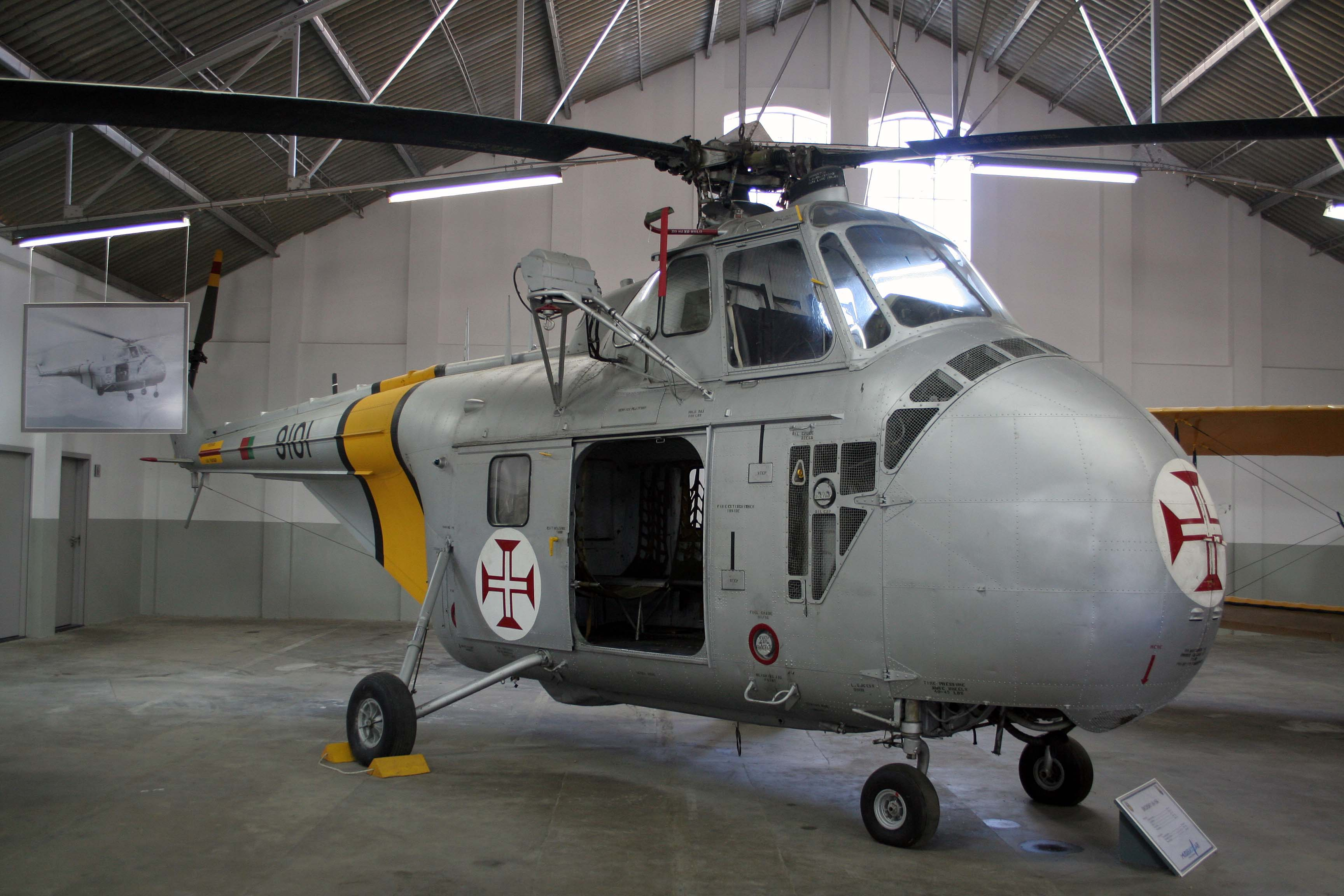
Ein Sikorsky S-55 der Força Aérea Portuguesa

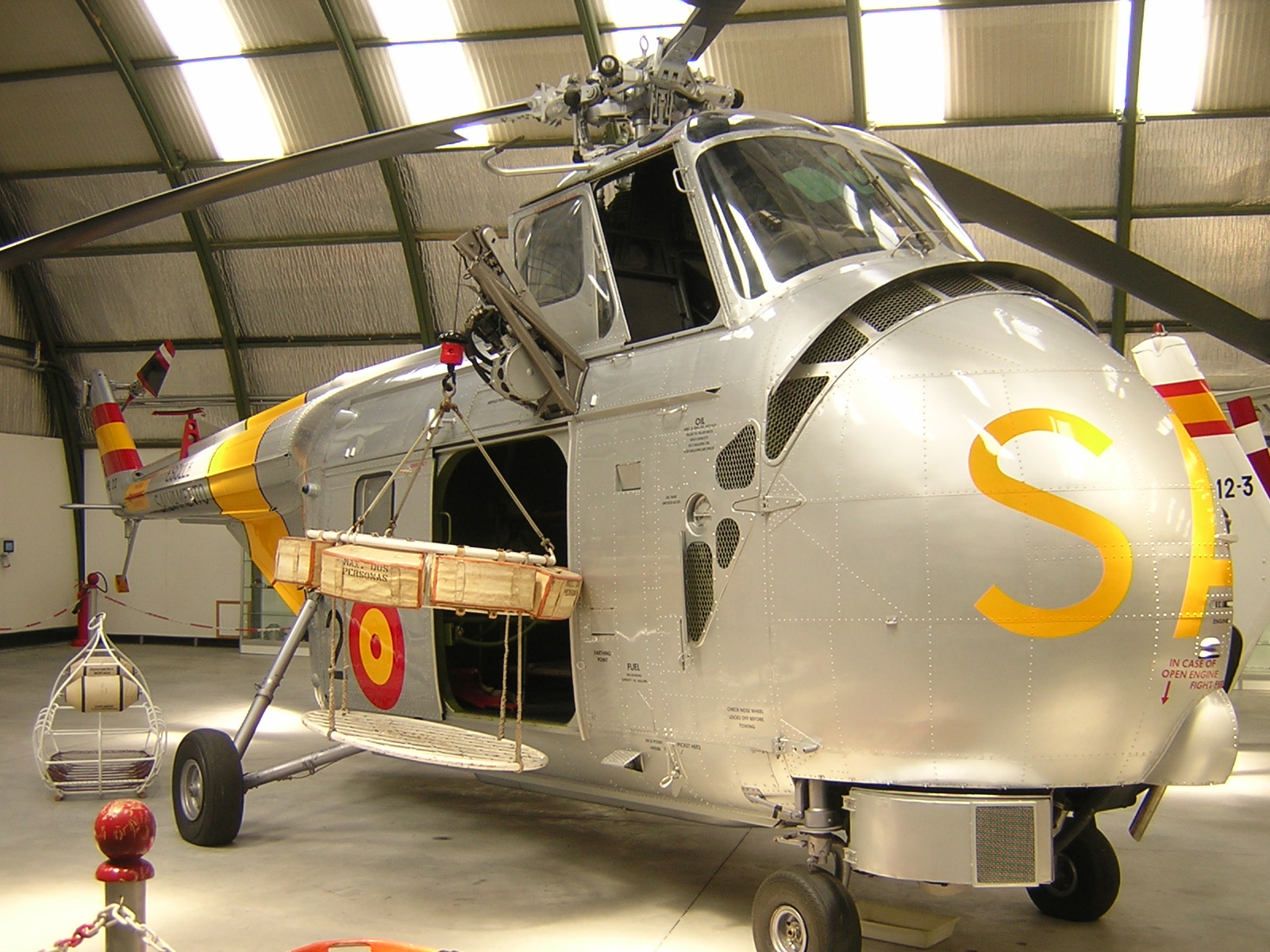
Spanischer Westland Whirlwind

| - Argentinien - Belgien - Belgisch-Kongo - Brasilien - Chile - Dänemark - Deutschland - Dominikanische Republik - Frankreich Französische Luftwaffe - Griechenland - Guatemala - Haiti - Honduras - Israel - Italien - Japan Bodenselbstverteidigungsstreitkräfte 1954–1976 Meeresselbstverteidigungsstreitkräfte 1954–1970 Luftselbstverteidigungsstreitkräfte 1957–1973 Küstenwache 1952–1974 - Jugoslawien - Kanada - Kolumbien - Kuwait - Nicaragua - Niederlande - Norwegen: 4 H-19D-4 v 1958–1967 - Pakistan - Philippinen - Portugal - Taiwan - Südvietnam - Spanien - Südkorea: v 1958–1976 - Thailand - Türkei - Uruguay - Vereinigte Staaten United States Army United States Air Force United States Marine Corps United States Navy United States Coast Guard - Vereinigtes Königreich Royal Navy - Venezuela | - Bahamas - Brasilien - Brunei - Frankreich - Ghana - Iran - Jordanien - Kanada - Katar - Kuba - Kuwait - Nigeria - Österreich: 10 WS-55 Whirlwind Srs.2 v 1958–1965 - Saudi-Arabien - Spanien - Vereinigtes Königreich Royal Air Force Royal Navy |

## Technische Daten
| Kenngröße                       | Daten der H-19C                                      |
| ------------------------------- | ---------------------------------------------------- |
| Baujahr                         | 1952                                                 |
| Hersteller                      | Sikorsky                                             |
| Hauptrotordurchmesser           | 16,15 m                                              |
| Heckrotordurchmesser            | 2,64 m                                               |
| Rumpflänge                      | 12,88 m                                              |
| Länge über alles                | 19,07 m                                              |
| Höhe                            | 4,06 m                                               |
| Rüstmasse                       | 2245 kg                                              |
| max. Startmasse                 | 3266 kg (3407 kg HO4S-3)                             |
| Nutzlast                        | ~ 1000 kg                                            |
| Besatzung                       | 2                                                    |
| Höchstgeschwindigkeit           | 162 km/h                                             |
| Schwebeflughöhe mit Bodeneffekt | 1950 m                                               |
| Dienstgipfelhöhe                | 3218 m                                               |
| Reichweite                      | 650 km                                               |
| Triebwerk                       | ein Sternmotor Wright R-1300-3 mit 514,8 kW (700 PS) |